# Laura Antonini
Laura Antonini (Bologna, 11 aprile 1969) è una conduttrice radiofonica italiana.

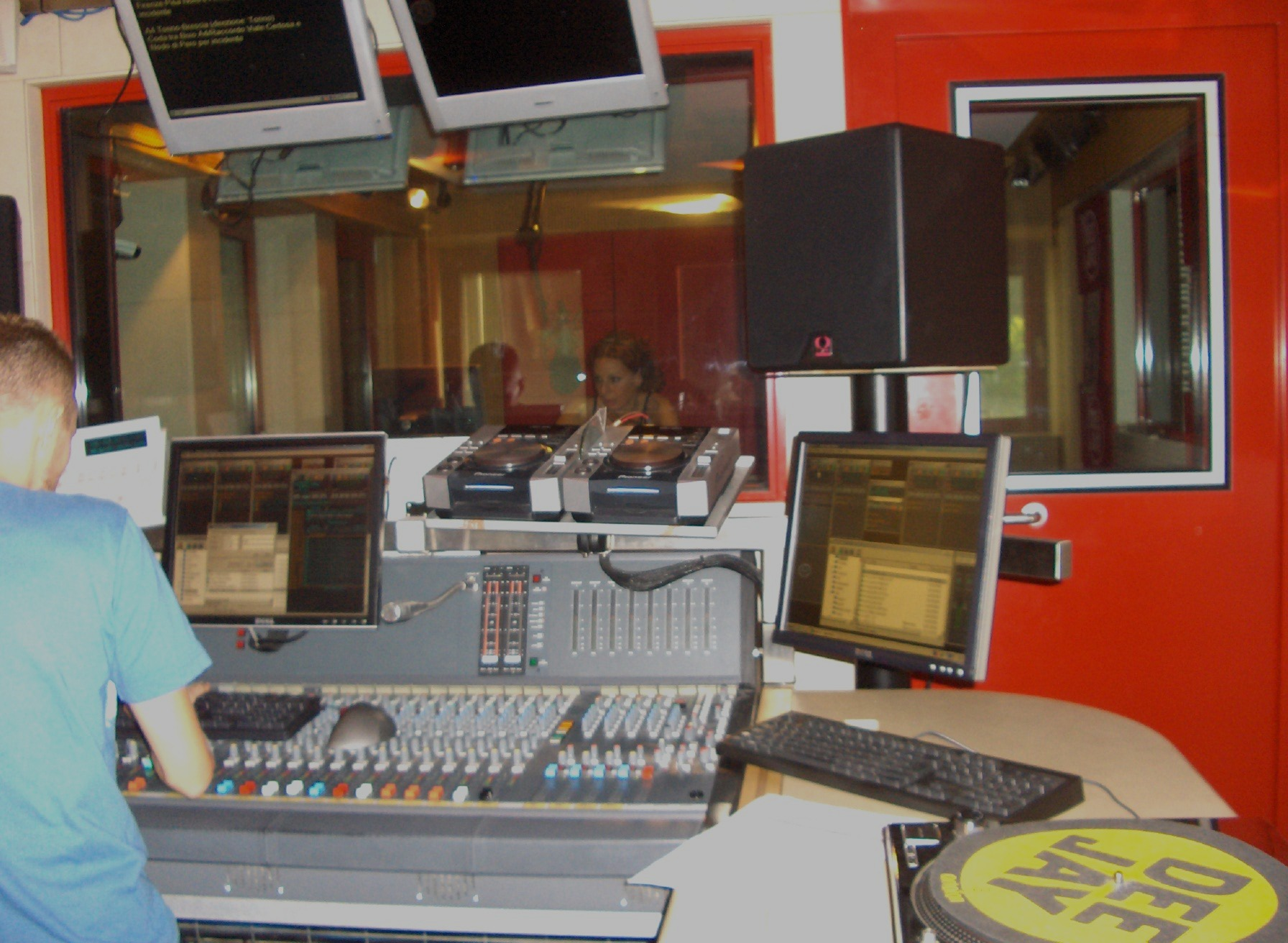
Laura Antonini durante una diretta di Megajay dallo Studio Rosso di Via Massena 2

Dopo aver esordito come VJ negli anni novanta, si è affermata come conduttrice radiofonica diventando una delle voci storiche di Radio Deejay.

## Biografia
Nata a Bologna, da genitori romani, nel 1994 inizia a lavorare in una emittente locale, Magic Tv, che trasmette solo video musicali.
Contemporaneamente all'esperienza come VJ, la Antonini nel 2000 comincia a lavorare anche in una radio locale, Emme 100, così facendo fino al 2001, data in cui la radio vende le sue frequenze.
Nel 2003, in seguito ad un provino viene chiamata a lavorare su Radio2 dove conduce la trasmissione Bravo Radio 2 all'interno del Cammello.
A luglio 2004 viene assunta da Radio Deejay, dove conduce Dee Mattina, dapprima affiancata da Vic, ed in seguito da sola fino alla fine dell'estate.
A Settembre parte la trasmissione di Deejay 04/05 in cui, in ogni puntata, presenta uno degli speaker storici dell'emittente.
Dal 2005 al 2009 Laura Antonini conduce Megajay, il programma del sabato e della domenica mattina di Radio Deejay. Da ottobre 2009 a settembre 2010 il nome del programma viene cambiato in Weejay. Da settembre 2010 torna a chiamarsi Megajay.
Nel 2008 partecipa alla trasmissione Central Station, trasmessa dal canale satellitare Comedy Central e poi successivamente in replica su MTV, nel ruolo di voce della stazione (fuori-campo) facendo da spalla al conduttore Omar Fantini. La trasmissione riprende nell'ottobre 2009 con la seconda edizione, che vede Laura sempre nei panni dell'altoparlante.
Il 21 giugno 2009 partecipa come co-presentatrice, per Radio Deejay, al concerto Amiche per l'Abruzzo organizzato da Laura Pausini in favore dei terremotati del Terremoto dell'Aquila del 2009.
Da settembre 2010 conduce su Radio Deejay una nuova trasmissione dal titolo Rudy Sunday in coppia con Rudy Zerbi. Il programma ha una versione estiva che si chiama Rudy Summer ed è trasmessa dal parco Oltremare di Riccione.
Da febbraio 2011 partecipa in qualità di speaker e coautrice con Maurizio Rossato alla trasmissione Parole Note trasmessa da Radio Capital.
A partire dal settembre 2012 viene promossa al palinsesto settimanale di Radio Deejay conducendo dal lunedì al venerdì tra le 18.30 e le 20.00 la trasmissione Rossi di sera, sempre insieme a Rudy Zerbi, colmando il vuoto lasciato da Platinissima di Platinette. Nell'agosto successivo torna (con Zerbi) alla conduzione della fascia del mattino di Radio Deejay in sostituzione di Deejay chiama Italia: la nuova trasmissione si intitola Rossi di sole, derivando il titolo da quello del recente programma giornaliero.
Dal 7 settembre 2013 torna al weekend con Megajay, affiancata da Rudy Zerbi fino al giugno 2015. La stagione successiva la trasmissione si sposta in fascia pomeridiana, dalle 17 alle 20.
Dalla stagione 2018/2019 è di nuovo assieme a Rudy Zerbi alla conduzione di Colazione da Deejay, in onda ogni weekend dalle 8 alle 10 su Radio Deejay. Successivamente, la trasmissione cambierà titolo più semplicemente in Rudy e Laura.
Dal 2022 è coautrice insieme ad Alessandro Mora, del Podcast l’Allena-mente, un viaggio attraverso tecniche e benefici di una buona comunicazione con gli altri e con se stessi, giunto alla quarta stagione nel 2024.

## Vita privata
Nel 2016 diventa mamma di una bambina.

## Radio
- Bravo Radio2 (Radio2, 2003)
- Dee Mattina (Radio Deejay, 2004)
- Deejay 04/05 (Radio Deejay, 2004-2005)
- Megajay (Radio Deejay, 2005-2009, 2010-2012, 2013-2018)
- Weejay (Radio Deejay, 2009-2010)
- Rudy Sunday (Radio Deejay, 2010-2012)
- Rudy Summer (Radio Deejay, 2011-2012)
- Parole Note (Radio Capital, 2011)
- Rossi di sera (Radio Deejay, 2012-2013)
- Rossi di sole (Radio Deejay, 2013-2014)
- Colazione da Deejay (Radio Deejay, 2018-2020)
- Rudy e Laura (Radio Deejay, dal 2020)